# Église Saint-Lambert de Vaugirard
Pour les articles homonymes, voir Saint-Lambert.
L’église Saint-Lambert de Paris ou église Saint-Lambert de Vaugirard est une église située rue Gerbert dans le 15e arrondissement de Paris.
Son style néo-roman rappelle celui de nombreuses églises du XIXe siècle. Elle mesure 58 m de long sur 25,5 m de large, et son clocher culmine à 50 m. Son architecte est Claude Naissant.

## Historique
Au XIIIe siècle, 300 habitants s'étaient rapprochés de la maison de campagne construite au lieu jusqu'alors dénommé « Valboistron » ou « Vauboitron » (qu'on interprète traditionnellement comme le « val des étables ») par les moines de Saint-Germain-des-Prés. En mémoire du fondateur, Gérard de Moret, abbé de Saint-Germain-des-Prés de 1255 à 1278, la localité devint le « val Gérard » puis « Vaugirard ».
La première église du village, construite au bord de la grand'rue (son emplacement forme aujourd'hui la place dénommée depuis 1937 place Henri-Rollet), est érigée en paroisse par l'évêque de Paris le 23 février 1342. Initialement dédiée à Notre-Dame, elle reçoit en 1453 les reliques de saint Lambert de Maastricht et est, à partir de ce moment, dénommée Notre-Dame-de-Saint-Lambert puis, à partir du XVIIe siècle, simplement Saint-Lambert.
Agrandie d'abord en 1400 puis percée d'ouvertures supplémentaires, elle est sous la Révolution dépouillée de ses ornements et de ses reliques puis transformée en magasin de fourrages. Ébranlée, en 1794, par l'explosion de la poudrerie de Grenelle - qui en décale trois piliers - elle est rendue au culte le 2e jour complémentaire de l'an III (17 septembre 1795). Ayant reçu un nouvel os de saint Lambert dûment authentifié en 1828, remeublée, dotée de nouvelles cloches, elle n'en est pas moins décrite par son curé en 1842 comme ayant « un aspect pauvre et désagréable » tel qu'elle « n'intéresse plus que les âmes pieuses ». À la vérité, coincée entre la rue Notre-Dame et la grand'rue, sans possibilité d'agrandissement, l'église est devenue irrémédiablement trop petite. Y avait été célébré, entre autres événements marquants de l'histoire du village, le mariage de Marie-Anne et Jean-Honoré Fragonard, le 17 juin 1769. Mais le « vieux monument peu intéressant au point de vue de l'art », dont « le clocher seul, tour carrée avec contreforts dans le style du XIIIe siècle, avait un caractère monumental », ne trouve plus grâce aux yeux des habitants de Vaugirard au XIXe siècle.
Le 22 août 1846, le conseil municipal de ce qui est encore la commune de Vaugirard — un bourg de 6 500 habitants en 1825 — vote la construction d'une nouvelle église sur le terrain légué à cette fin par l'ancien directeur de l'Association paternelle des Chevaliers de Saint-Louis, l’abbé Groult. C'est l'emplacement de l'église actuelle qui se trouve encadrée par la rue de l'Abbé-Groult, la rue Blomet, la rue Maublanc et la rue de Vaugirard. Trois mois plus tard, le même conseil municipal vote la destruction de la vieille église.

La Revue archéologique en prend son parti : 

« L'église de Vaugirard, l'une des plus anciennes des environs de Paris, va être démolie. [...] Simon de Bucy, premier président du Parlement de Paris à cette époque, fit agrandir la chapelle à deux reprises, ce qui explique l'irrégularité de sa construction, qui est du reste sans aucun mérite d'architecture. »

Mais La Presse proteste : 

« L'église de Vaugirard [...] va être démolie : 1° parce qu'elle gêne la voie publique ; 2° parce qu'elle menace ruine ; 3° parce qu'elle est trop petite. Une des plus anciennes de la banlieue de Paris, cette église se rattache à des souvenirs historiques intéressans de l'histoire de France ; ce n'est point un monument, sans doute, mais c'est un édifice modeste qui ne manque pas de certaines particularités architectoniques peu communes. La première objection peut se lever facilement [...]. Si l'église a besoin de réparations, pourquoi ne pas les effectuer ? Est-ce qu'il n'y aurait pas économie, au lieu de bâtir à grands frais un temple grec ou romain ? Quant à la troisième raison, pourquoi ne pas élever une seconde église [...] pour les quartiers les plus éloignés ? »

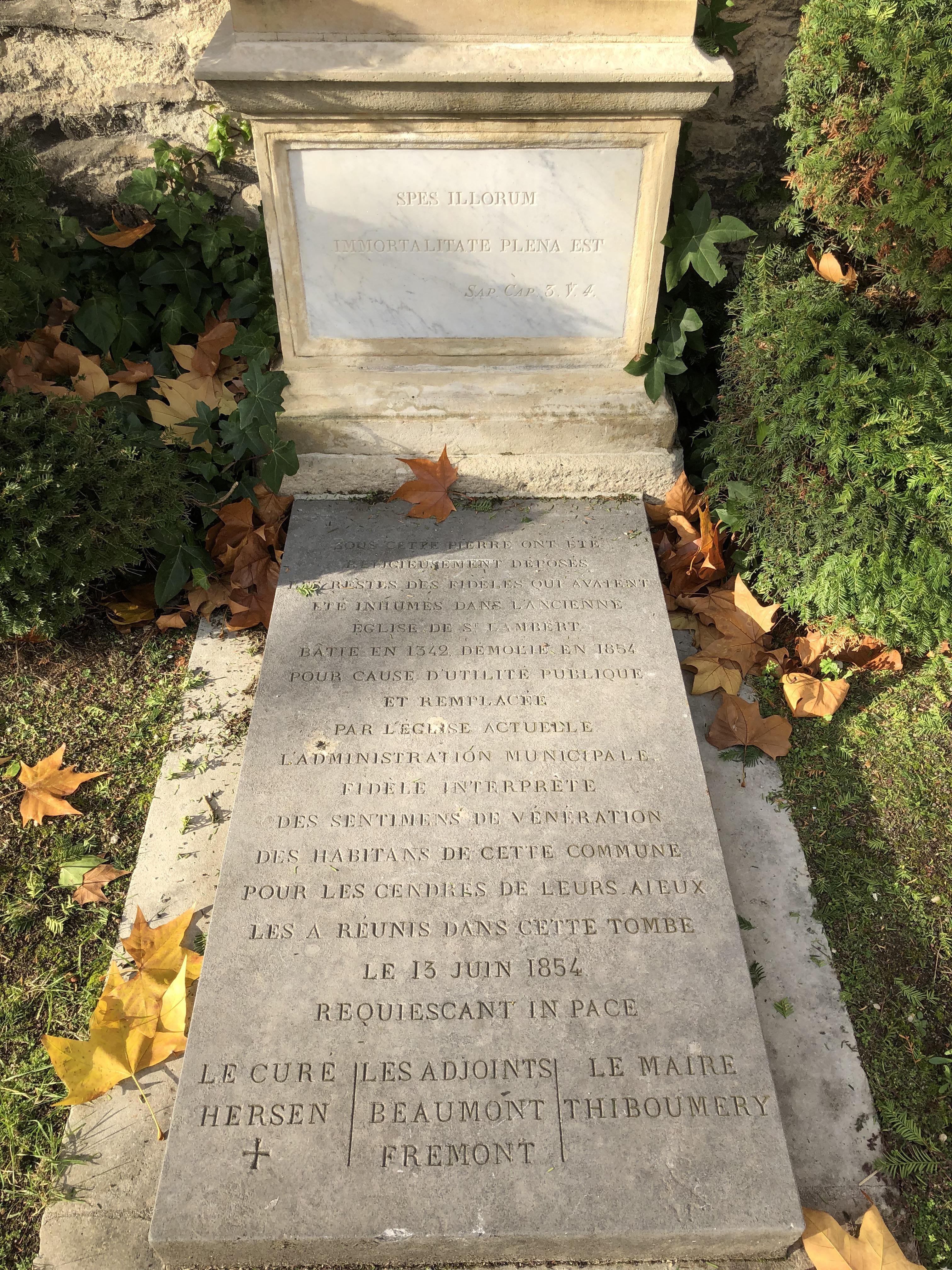
Cimetière de Vaugirard (Paris). Inscription du caveau contenant les restes découverts lors de la destruction de l'ancienne église Saint-Lambert.

Un conseiller municipal tente bien, en 1853, de faire conserver au moins le clocher et une chapelle, un autre « le clocher et son cadran ». Las, la démolition est approuvée par 19 voix contre 4 tandis que la conservation du clocher est repoussée par 18 voix contre 5. La vieille église disparaît au mois de mars 1854 alors que l'adjudication des matériaux à provenir de sa démolition n'avait, au lieu des 12 000 francs espérés, finalement rapporté que 4 107 francs et 55 centimes, moins du centième de ce que coûtera la construction de la nouvelle église. Les « ossemens » des morts qui avaient été inhumés dans l'église paroissiale, représentant environ trois cents corps, sont « transportés et déposés avec soin et avec la symétrie qu'on a observée dans les catacombes » dans une tombe située au fond du cimetière de Vaugirard.
Le 28 mai 1853, la nouvelle église est bénie et la première messe y est célébrée le lendemain. Sa consécration par l'archevêque de Paris, Mgr Sibour, donne lieu, le 19 juin 1856, à une journée entière de cérémonies, marquée par la présence du préfet de la Seine Georges Eugène Haussmann, du maire de Vaugirard, M. Thibouméry, de « bon nombre d'ecclésiastiques de Paris et des environs » et de « plusieurs fonctionnaires de la préfecture en uniforme ».
Le 1er janvier 1860, la commune de Vaugirard est annexée à Paris et l’église donne son nom au quartier Saint-Lambert, l’un des 80 quartiers administratifs de Paris (57e quartier de Paris) et l’un des 4 quartiers administratifs du 15e arrondissement.
En 1870, pendant le siège de Paris, la mairie étant prise pour cible par l'artillerie ennemie de façon répétitive mais imprévisible, des mariages sont célébrés dans la crypte de l’église, y compris des mariages civils.

## Description

### Extérieur

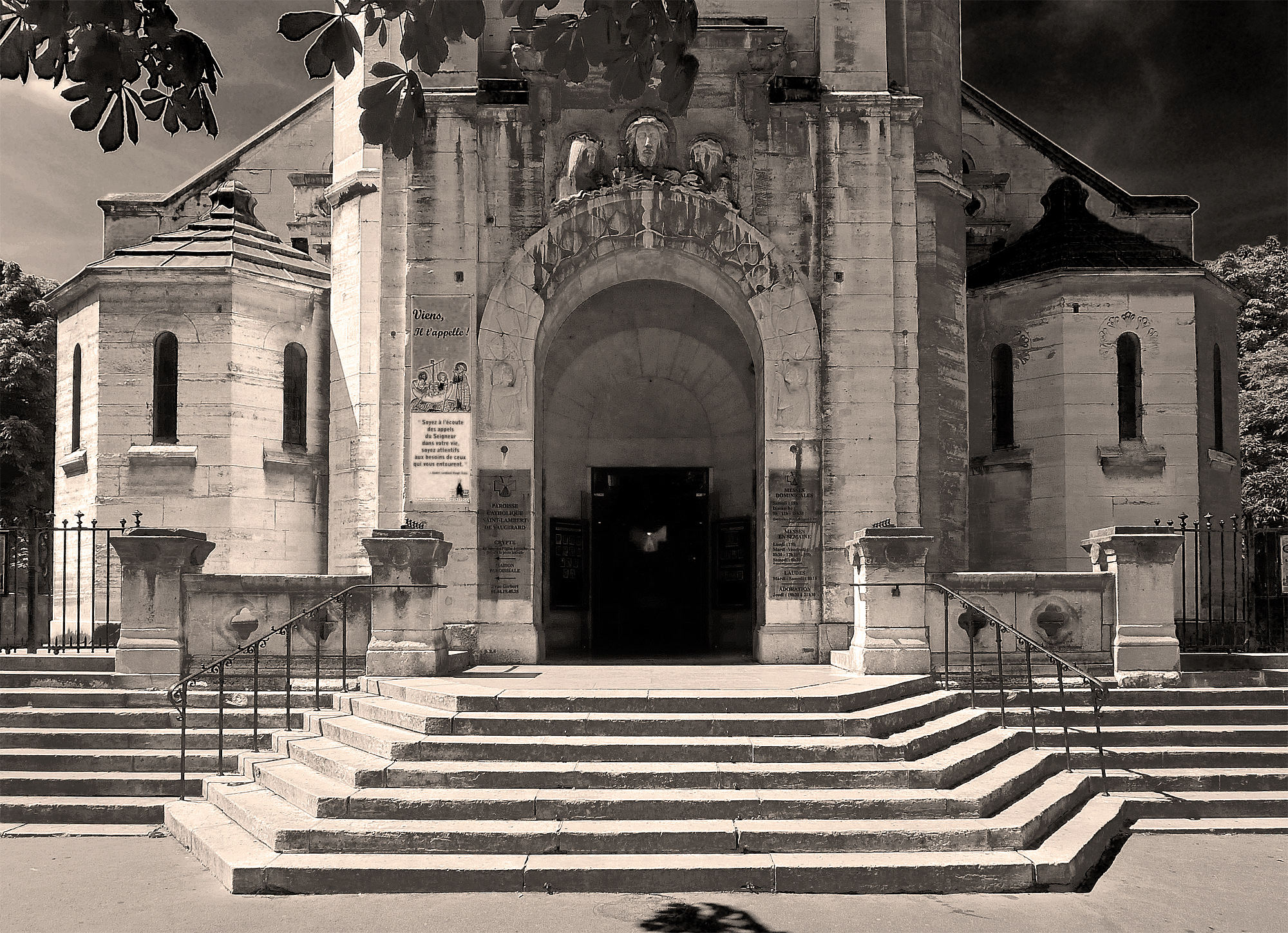
Le porche.

Sans doute Lucien Lambeau fait-il un peu payer à la nouvelle église la douleur qu'il a éprouvée en racontant la destruction de l'ancienne lorsqu'il écrit, de l'église actuelle : « Le monument, sans style bien défini et sans la moindre prétention d'en avoir un, se présente de face par un haut clocher en pierre surmonté d'une flèche ardoisée de forme octogonale. [...] Au pied s'ouvre un portail en plein cintre dont le sommet est entouré d'un chambranle circulaire garni d'une décoration. [...] Au dessus de ce porche, s'alignent trois bustes en pierre assez pauvrement sculptés : le Christ, flanqué de la Vierge couronnée, et d'un ange portant l'encensoir. D'après M. Émile de Labédollière, dans son Nouveau Paris, ces trois figures seraient de M. Toussaint. À partir de ce point, le clocher s'élève dans une lamentable nudité, rompue seulement par l’ouverture de trois baies très étroites accouplées par une simple moulure. En haut de son fût carré est un cadran d'horloge au niveau duquel sont sculptés, aux quatre angles, dans un art très fruste et anonyme, les symboles des quatre évangélistes [...] Les bas côtés, la nef, l'abside ne comportent aucune décoration sculpturale, et l'on n'y voit que des fenêtres en plein cintre sans la moindre décoration. [...] Disons que cet ensemble est plutôt l’œuvre d'un maçon que d'un architecte. On n'y remarque, en effet, ni caractère, ni art et encore moins d'inspiration. C'est l'église moderne et administrative dans toute sa nullité, sans la moindre prétention ».
Le Mémorial des Pyrénées y voit au contraire « un spécimen assez heureux de l'architecture romane du dixième [sic] siècle ». La Revue des beaux-arts accorde à l'édifice « un caractère original, varié, et en somme d’un aspect agréable ». Adolphe Joanne, qui juge que l'ancienne église « n'offrait rien d'intéressant », trouve que l'église nouvelle, sa façade surtout, « présente un trop grand nombre de lignes ».
Bayet y voit « l'un des types les plus marqués et les plus purs du style roman qui a été imité dans un certain nombre des églises bâties au cours du siècle dernier. La façade principale [...] ne manque pas de caractère, avec son perron, la balustrade en pierre qui la borde, son porche étroit flanqué de deux tourelles, et son haut clocher carré, à deux étages, que surmonte une flèche octogonale [...]. L'intérieur n'est pas moins pittoresque, par son architecture en pierre nue, d'une sévère ordonnance : et l'on considère avec intérêt ces hautes murailles dont la froideur ne s'égaye d'aucune décoration frivole [...] ».
Foucart & Hamon voient en Naissant un des pionniers de la remise à l'honneur du plein cintre, tel que célébré par Léonce Reynaud : « La première église qu'il conçut, Saint-Lambert de Vaugirard, dont le projet préliminaire remonte à 1846, fut immédiatement signalée par César Daly comme une œuvre originale. L'intérieur de la nef constitue en effet la plus parfaite synthèse entre monumentalité romaine et parti roman. L'arc y côtoie la colonne engagée à chapiteau corinthien, mais dans un tel rapport d'indépendance que l'arcade dicte sa loi au support, contrairement à ce que voudrait l'usage classique des ordres ».

### Intérieur
- L'église contenait, dans sa chapelle du Sacré-Cœur, un décor du peintre Jean-François Brémond : Le Christ aux limbes, décor supprimé depuis[27].
- Décor de l'autel de la Vierge par Charles Lameire[28].
- Statue de Notre-Dame-du-Pardon (XVIIIe siècle) retrouvée et restaurée au XIXe siècle[29]
- Tableau La vie de Saint Lambert, évêque de Maastricht, par Dorothée Sers Hermann[29]
- Croix en bois doré et albâtre, et parement d'autel en marbre - Mireille Bouchard (2000)[29]

Le chœur
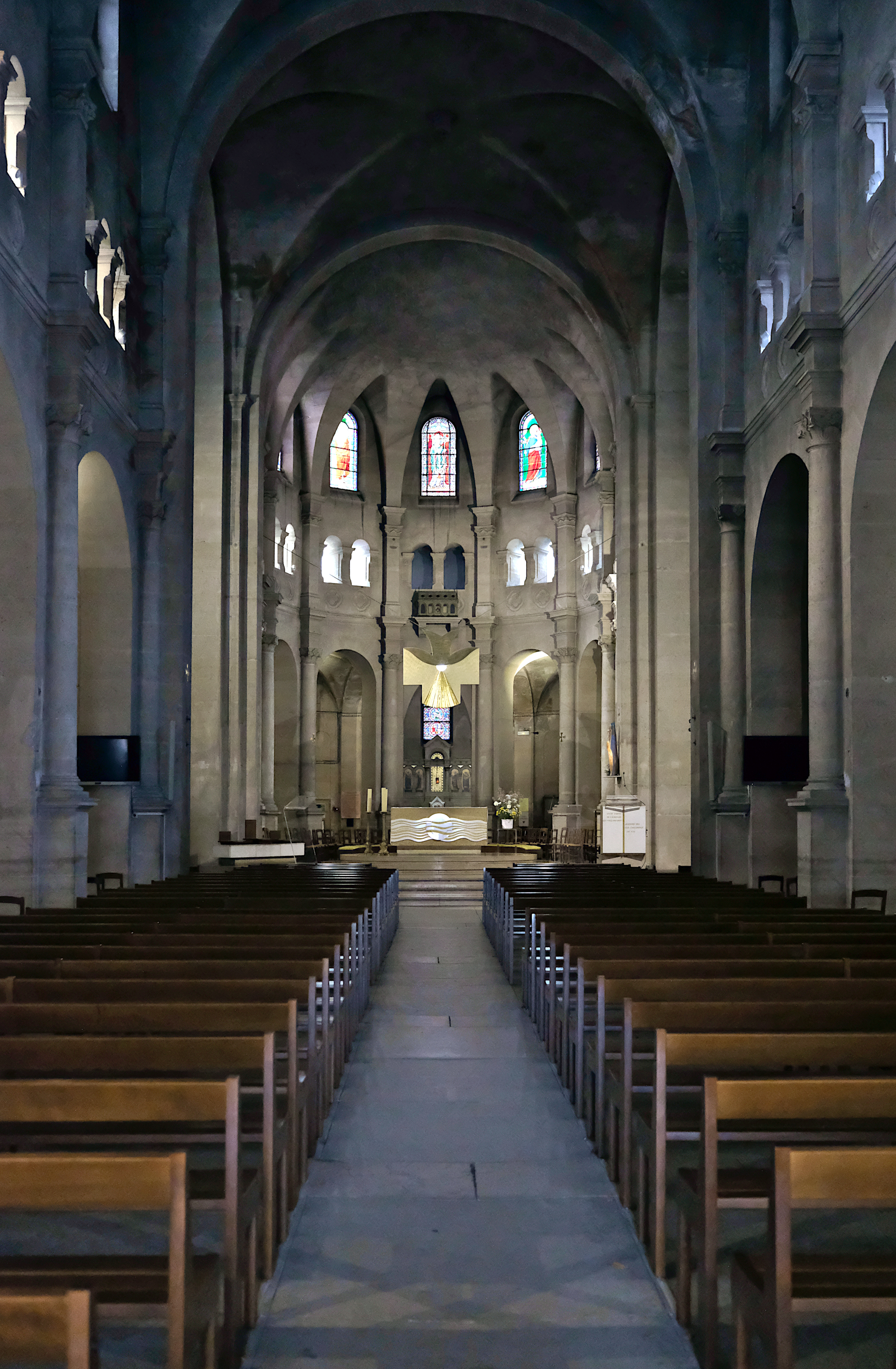
Nef, vers le chœur.
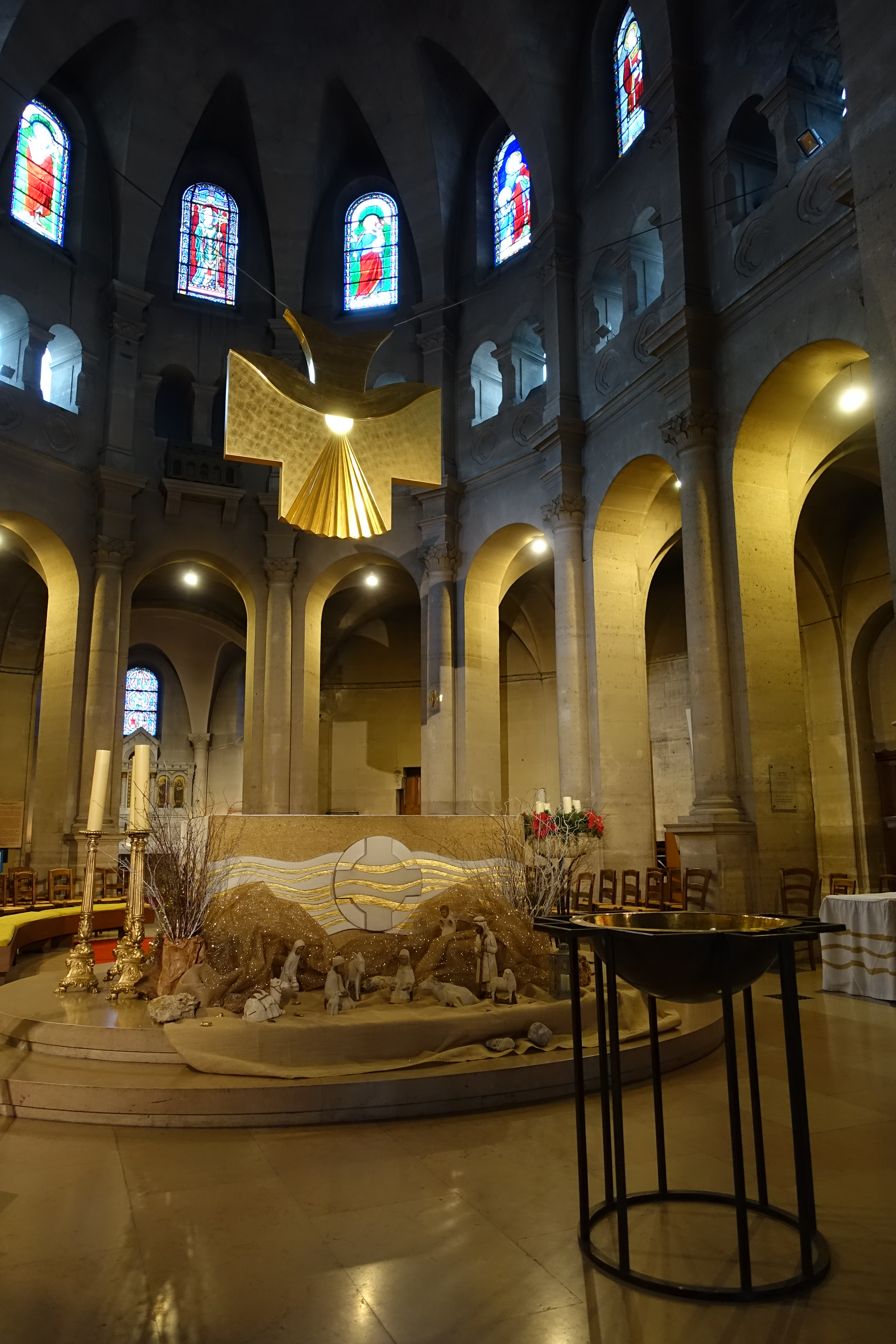
Autel et cuve baptismale.

L'abside
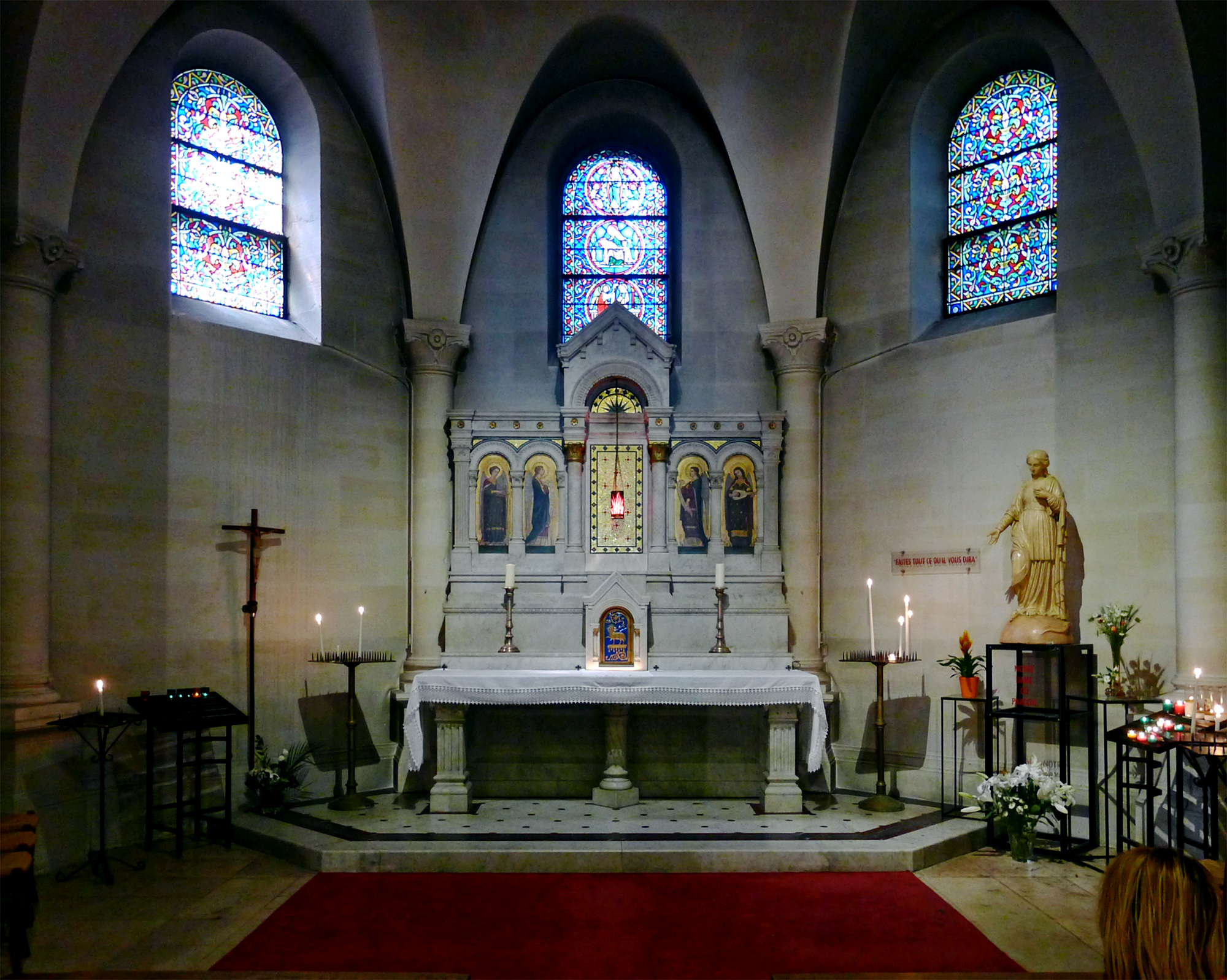
Chapelle absidiale.
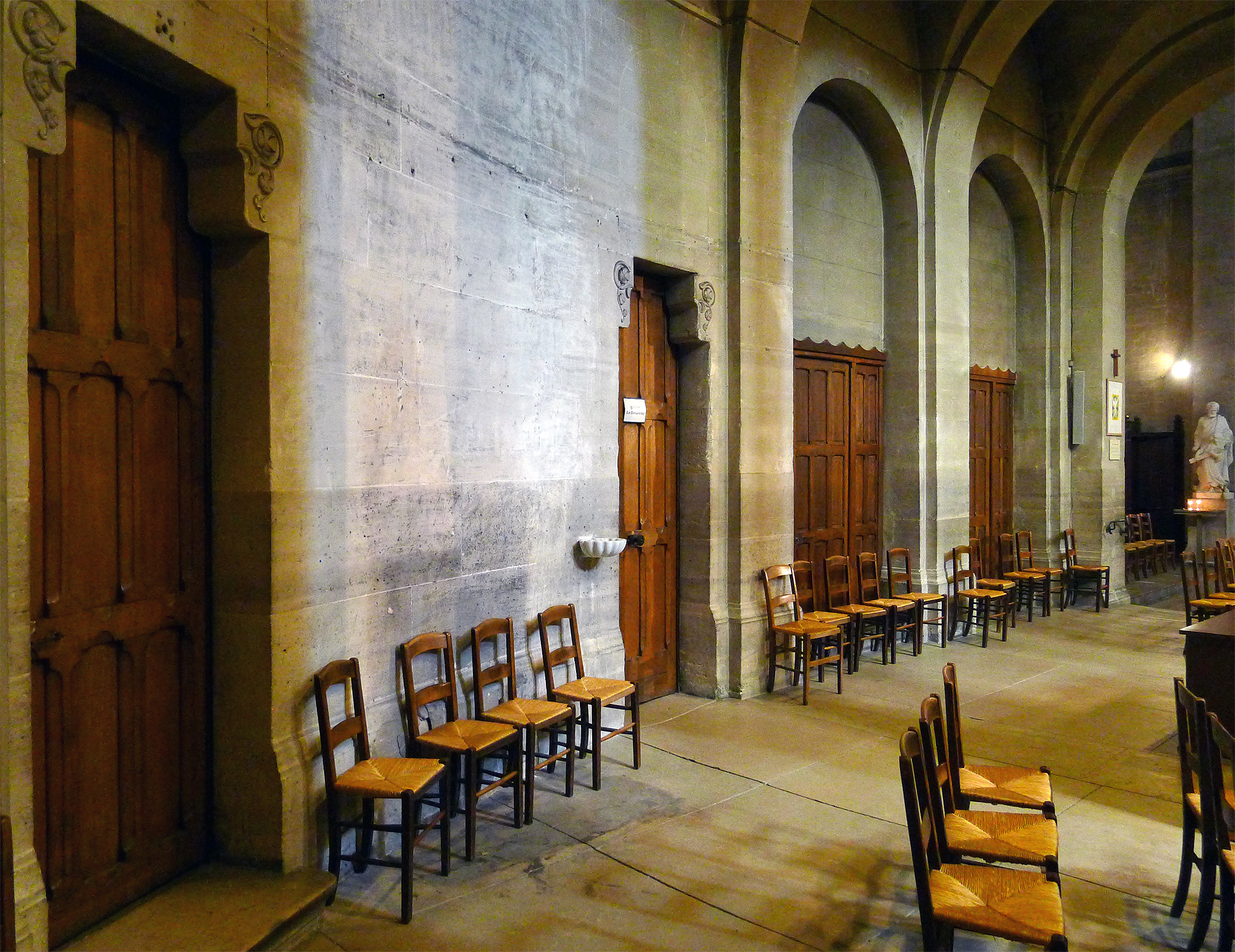
Déambulatoire.

L'orgue
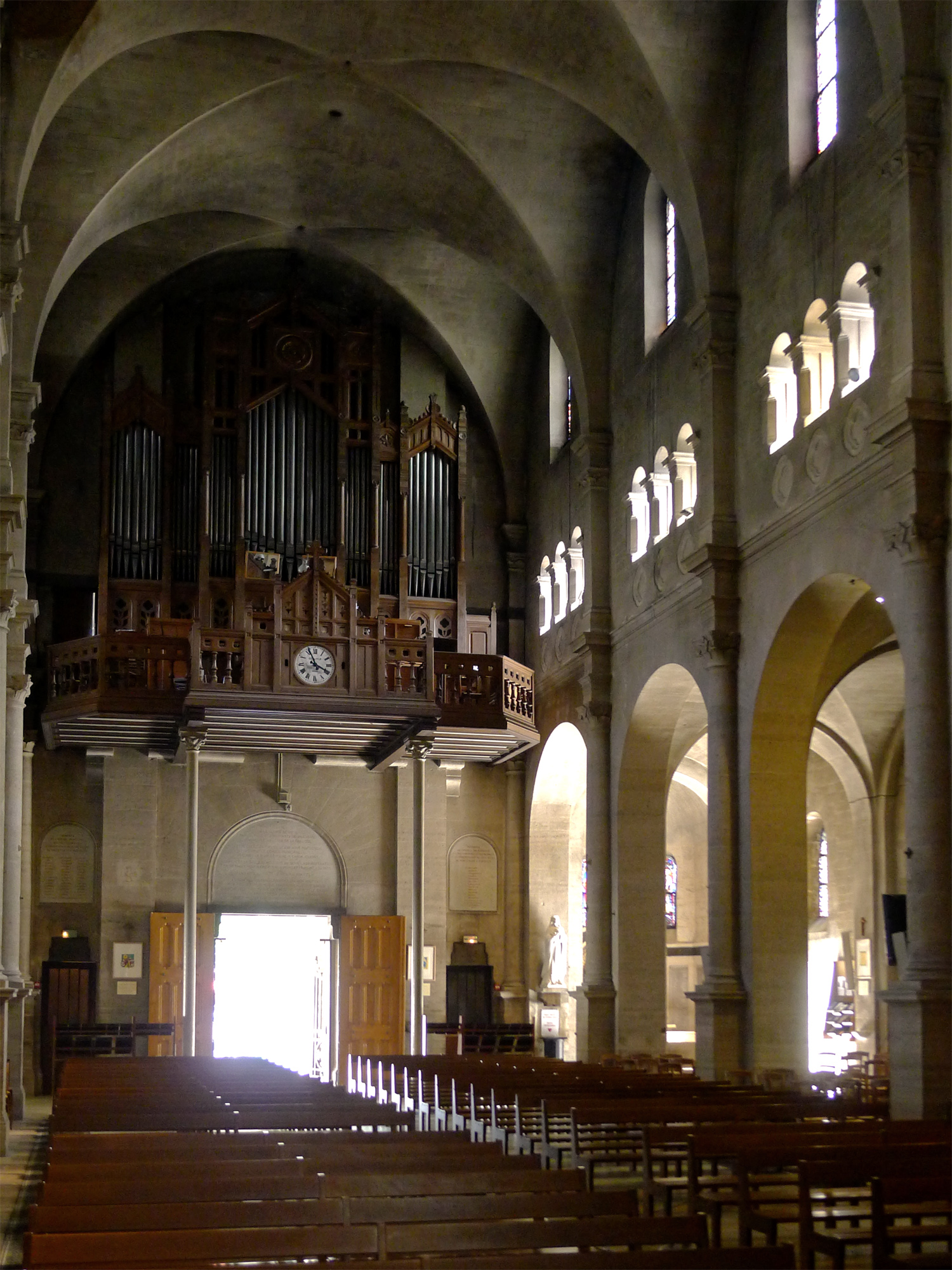
Emplacement en tribune.
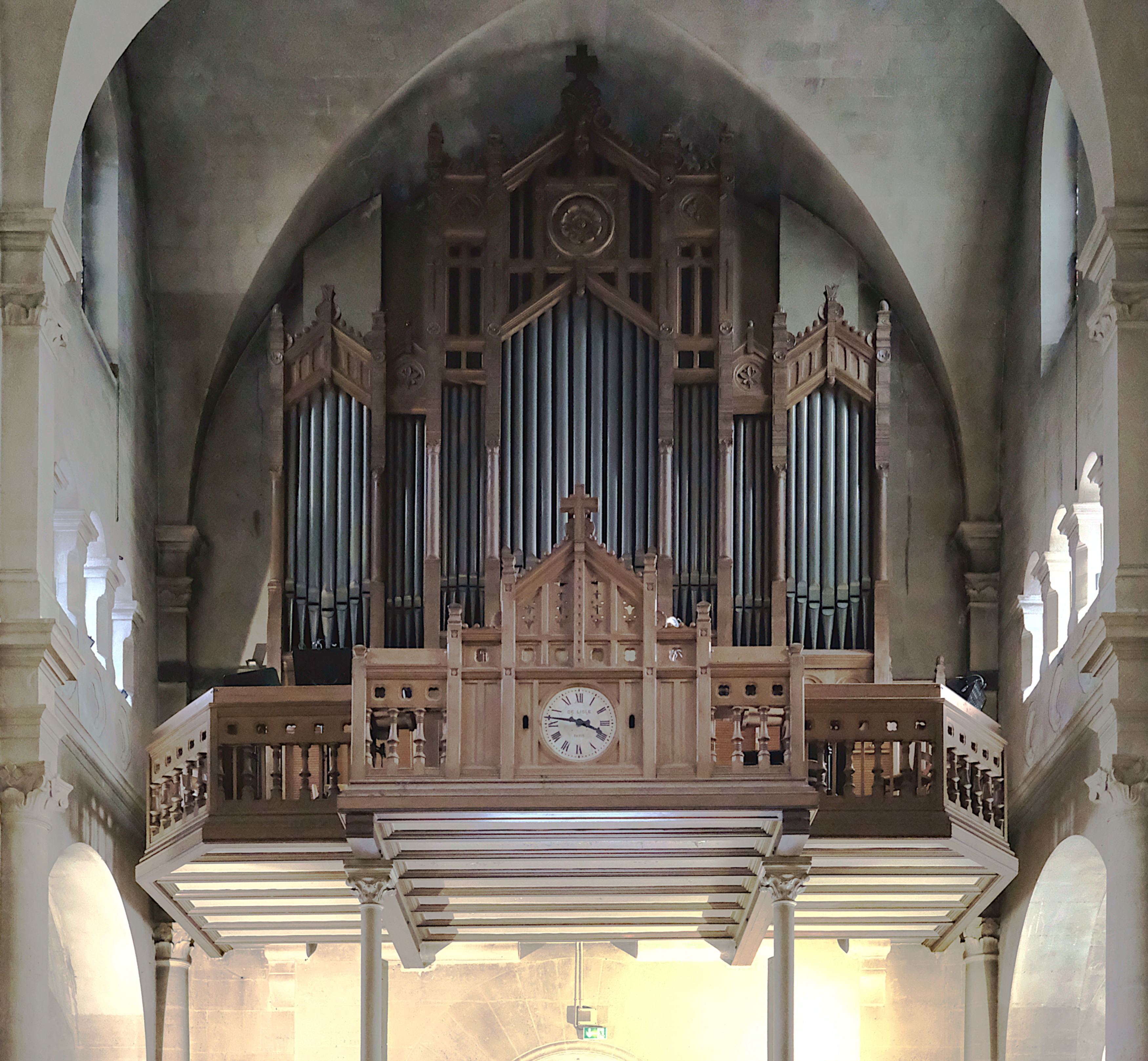
Plan rapproché.

Œuvres d'art
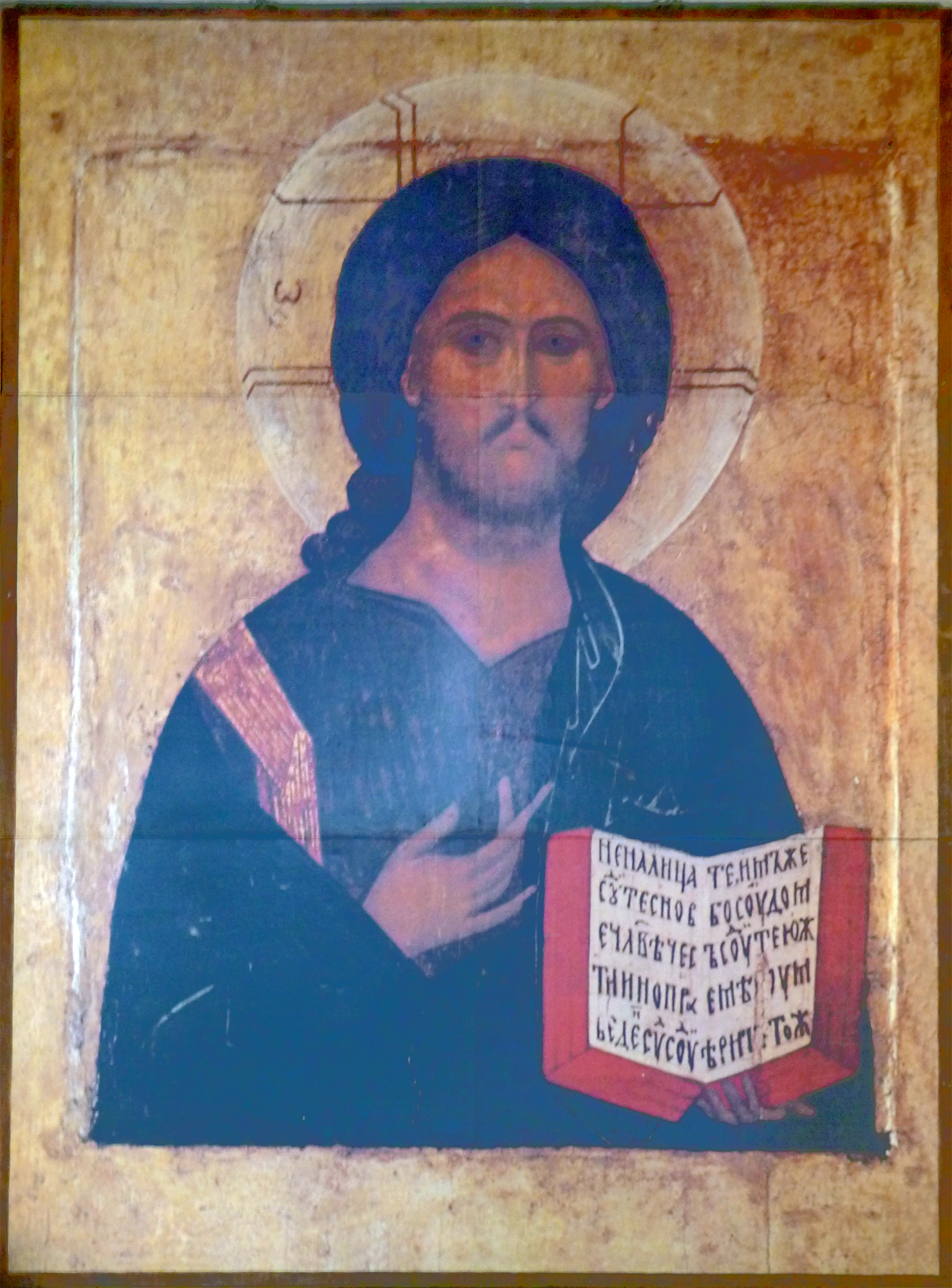
Icône du Christ.
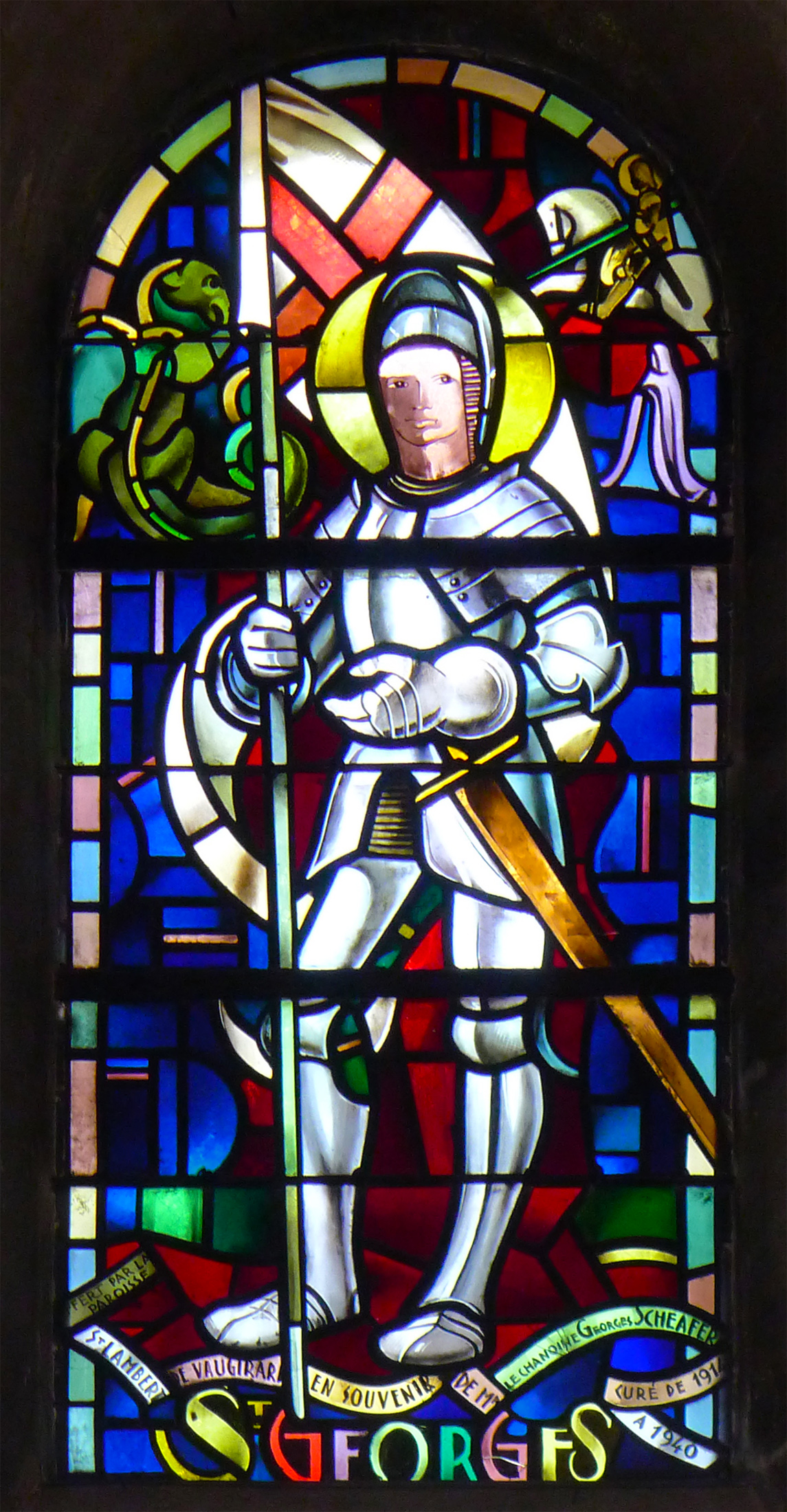
Vitrail de saint Georges.

## Curés
- 1515 : Jean de Monthelon : « qui est auteur de quelques ouvrages »[30].
- 1788-1807 : Gilbert-Jacques Martinant de Préneuf (14 février 1757-15 septembre 1827), curé de Notre-Dame-de-Saint-Lambert à Vaugirard en 1788, émigré de 1792 à 1801, reprend ensuite sa cure jusqu'en 1807 et s'applique à relever l'église des dégradations qu'elle avait subies pendant la Révolution[31]. Devient ensuite curé de l'église Saint-Jean-Baptiste de Sceaux[32] puis, en 1821, de l'église Saint-Leu-Saint-Gilles de Paris. Auteur[33] de  Souvenirs[34].
- 1831 : Jacolet jusqu'en 1831[35].
- 1832-1849 : Gaudreau, installé le 26 mars 1832[36],[37].

## Cinéma
L'église apparaît dans le film Un drôle de paroissien de Jean-Pierre Mocky tourné avec Bourvil en 1963 à partir de la minute 23.
C’est par ailleurs sur le parvis de l’église qu’en 1967 François Truffaut a tourné la scène principale de son film La mariée était en noir.

## Peinture
- Le MUDO - Musée de l'Oise de Beauvais conserve deux œuvres de Maurice Boudot-Lamotte (1878-1958), l'une peinte vers 1913 et l'autre en 1918, représentant l'église Saint-Lambert de Vaugirard.